# Forever 1
Albums de Girls' Generation
Holiday Night
(2017)
Singles
1. Forever 1
Sortie : 5 août 2022

Forever 1 est le 7e album studio du girl group sud-coréen Girls' Generation. Il sera disponible en téléchargement le 5 août 2022 et en vente physiquement le 8 août 2022 par SM Entertainment.
Cet album marque le quinzième anniversaire du groupe, contenant 10 pistes dont le titre phare Forever 1. Ce sera leur premier album depuis le départ de Tiffany, Sooyoung et Seohyun de la SM Entertainment, démontrant ainsi le maintien du groupe à huit membres.

## Contexte
Le 17 mai 2022, la SM Entertainment annonce que le groupe fera un retour pour leur quinzième anniversaire avec un nouvel album au mois d'août de la même année.

## Composition
Forever 1 sera composé de dix pistes. Le titre phare, Forever 1 est décrit comme étant une chanson du genre Dance-pop avec une mélodie énergétique et une atmosphère festive, avec des paroles sur l'amour éternel pour des personnes précieuses qui donnent de la force n'importe quand et n'importe où. La chanson "Seventeen" est décrit comme une chanson de R&B caractérisé par des sons de synthétiseur, de batterie et de piano, c'est d'ailleurs Tiffany et Sooyoung qui ont rédigé les paroles. La piste "Villain" a aussi été rédigée par ces deux membres. "You Better Run" est décrit comme étant une chanson du genre Électro pop. Les paroles suivent un personnage qui revient vers son adversaire pour se venger pour lui faire faire. L'agence du groupe précise que cette piste sera la suite de leur single de 2010 "Run devil Run". D'un autre côté, "Mood Lamp" est une piste de R&B.

## Promotion
Le groupe a prévu d'organiser un "Countdown Live" sur YouTube et TikTok le 5 août avant la sortie de l'album sous forme numérique.

## Pistes
| 1.    | FOREVER 1                  | Kenzie                        | Kenzie, Ylva Dimberg                                                    | 3:22 |
| 2.    | 'Lucky Like That'          | Hwang Yu-bin (Verygoods)      | Sebastian Thott, Linnea Deb, David Strääf                               | 2:51 |
| 3.    | 'Seventeen'                | Lee On-eul, Sooyoung, Tiffany | Daniel "Obi" Klein, Charli Taft, Andreas Öberg, Emily Kim               | 3:08 |
| 4.    | Villain                    | Sooyoung, Tiffany             | Tiffany, Josh Cumbee                                                    | 3:02 |
| 5.    | You Better Run             | Moon Hye-min                  | Grace Tither, Kyle MacKenzie, Keir MacCulloch, Katya Edwards            | 2:45 |
| 6.    | Closer                     | Moon Hye-min                  | Peter Wallevik, Daniel Davidsen, Katy Tizzard, Joe Killington           | 3:58 |
| 7.    | Mood Lamp                  | Jo Yoon-kyung                 | Jamie Jones, Jack Kugell, Lamont Neuble, Tim Stewart, Treasure Davis    | 3:48 |
| 8.    | Summer Night (완벽한 장면) | Yun (153/Joombas)             | Royal Dive, Sofia Kay                                                   | 3:13 |
| 9.    | Freedom                    | Jeong Ha-ri (153/Joombas)     | Gabriella Bishop, Camden Cox, Cameron Warren                            | 3:02 |
| 10.   | Paper Plane (종이 비행기)  | Charlie (153/Joombas)         | Moa "Cazzi Opeia" Carlebecker, Emily Kim, Fredrik "Figge" Hakan Bostrom | 3:30 |
| 32:39 |                            |                               |                                                                         |      |

## Historique de publication
| Régions      | Date        | Format                   | Label            |
| ------------ | ----------- | ------------------------ | ---------------- |
| Mondial      | 5 août 2022 | Téléchargement numérique | SM Entertainment |
| Corée du Sud | 8 août 2022 | CD                       | SM Entertainment |